# Feuilleea flagelliformis
Feuilleea flagelliformis là một loài thực vật có hoa trong họ Cucurbitaceae. Loài này được (Vell.) Kuntze mô tả khoa học đầu tiên năm 1891.